# Carlos Carranca
Carlos Alberto Carranca de Oliveira e Sousa (Figueira da Foz, 9 de Novembro de 1957 - Lisboa, 29 de Agosto de 2019) foi um professor e escritor português. Distinguiu-se pela sua carreira poética, tendo estado especialmente ligado à cultura de Coimbra.

## Biografia

### Primeiros anos e formação
Nasceu na cidade da Figueira da Foz, em 9 de Novembro de 1957, mas viveu a sua infância e juventude na cidade de Coimbra. Frequentou a Universidade Autónoma de Lisboa, onde tirou a licenciatura em História e depois um doutoramento em em Língua e Cultura Portuguesa.

### Carreira profissional e artística
Trabalhou como professor do ensino superior, tendo ensinado na Escola Superior de Educação Almeida Garrett, onde também dirigiu a biblioteca, e na Universidade Lusófona como professor associado convidado. Naquela instituição de ensino também dirigiu o Gabinete de Acção Cultural, fundou e foi director adjunto da Biblioteca Geral, foi co-fundador e coordenador da colecção Meia Hora de Leitura, foi secretário no Centro de Estudos de História Contemporânea, foi um dos fundadores do Centro de Iniciação Teatral, e fundou e foi presidente do Conselho Fiscal das Edições Universitárias Lusófonas. Passou igualmente pelas escolas de Cascais, onde se notabilizou como animador cultural e promotor da poesia nacional, tendo ensinado na Escola Secundária Ibn Mucana, onde também esteve à frente da animação cultural e fundou a revista Oxalá. Trabalhou igualmente na Escola Profissional de Teatro de Cascais e na Escola Secundária de Alvide, onde criou um movimento juvenil de apoio à candidatura a Miguel Torga ao Prémio Nobel. Entre 1994 e 1999 foi o organizador da iniciativa Noite das Artes, que encerrava as Jornadas de Educação e Cultura do Concelho de Cascais, e onde foram homenageados grandes nomes da literatura nacional.
Na sua carreira literária, escreveu principalmente sobre Coimbra, tendo-se destacado pelas suas obras de poesia Serenata Nuclear, 7 Poemas para Carlos Paredes e Coimbra à Guitarra. Também escreveu a biografia do músico Luiz Goes. Também trabalhou como ensaísta, animador cultural, cantor e declamador, tendo sido  um dos principais autores e intérpretes sobre o Fado de Coimbra. Tornou-se num dos maiores investigadores sobre o escritor Miguel Torga, tendo sido sócio fundador e director do Círculo Cultural Miguel Torga, e responsável por duas homenagens que lhe foram feitas, uma a nível nacional e outra em Cascais. Também esteve muito ligado à Lousã, tendo por exemplo lançado no Cine-Teatro daquela vila a sua obra Lousã em Menino.
Foi sócio fundador da Sociedade Africanóloga de Língua Portuguesa, presidente da Sociedade da Língua Portuguesa entre 1998 e 2001, sócio da Associação Portuguesa de Escritores, director adjunto do jornal Artes & Artes, director do Centro de Estudos da Lusofonia Agostinho da Silva, e assessor cultural da Associação dos Antigos Estudantes de Coimbra em Lisboa. Fazia igualmente parte do conselho académico do clube desportivo Associação Académica de Coimbra, e colaborou de forma regular na Associação 25 de Abril e no Museu da República e Resistência.

### Falecimento e homenagens
Faleceu em 29 de Agosto de 2019 na cidade de Lisboa, aos 61 anos de idade, vítima de uma doença prolongada. Nos últimos meses de vida, tinha sido por diversas vezes internado no Instituto Português de Oncologia Francisco Gentil.
Em Junho de 2001, foi homenageado com a Medalha de Mérito Cultural do Município de Cascais.

## Obras publicadas
- Académica Sempre – A poética do Futebol
- Serenata Nuclear
- 7 Poemas para Carlos Paredes
- Coimbra à Guitarra
- Lousã em Menino
- Frátria
- Torga o português do mundo (1988)
- Miguel Torga e a África Portuguesa (1995)
- Torga, o bicho religioso (2000)
- A Nostalgia de Deus ou a Palavra Perdida em Miguel Torga (2001)
- O Sentimento religioso em Torga e Unamuno (2007)
- O Portugal  dos Políticos no Diário XVI de Miguel Torga (2007)
- Tempos de Aprendizagem na Vida e Obra de Miguel Torga (2011)